# Nombres fléchés
 (mars 2023).
Si vous disposez d'ouvrages ou d'articles de référence ou si vous connaissez des sites web de qualité traitant du thème abordé ici, merci de compléter l'article en donnant les références utiles à sa vérifiabilité et en les liant à la section « Notes et références ».

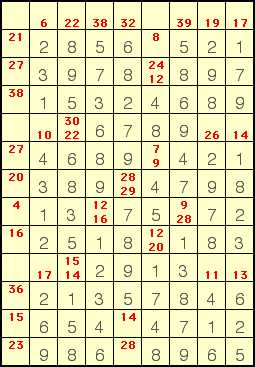
Exemple de grille

Les Nombres fléchés sont un divertissement mathématique publié par Sport cérébral dans des revues de logique Logigram, Multilogic, Nombres fléchés et anciennement dans Eleusis et Maximath. C'est une variante du jeu plus courant nommé Kakuro.

## Principe
Placer un chiffre (de 1 à 9) dans chaque case vierge de la grille de sorte que :
- la somme d'une suite, verticale ou horizontale, vaille le nombre figurant à sa tête ;
- dans une suite, tous les chiffres soient différents.
- chaque suite, quel qu'en soit l'ordre, soit unique dans la grille (5+3+2 exclut 3+5+2) ;

Cette dernière règle est absente dans le Kakuro traditionnel et impose une limite à la taille des grilles.
Exemple inspiré de la revue LOGIGRAM (Sport Cérébral)